# Suffragetten-Theater

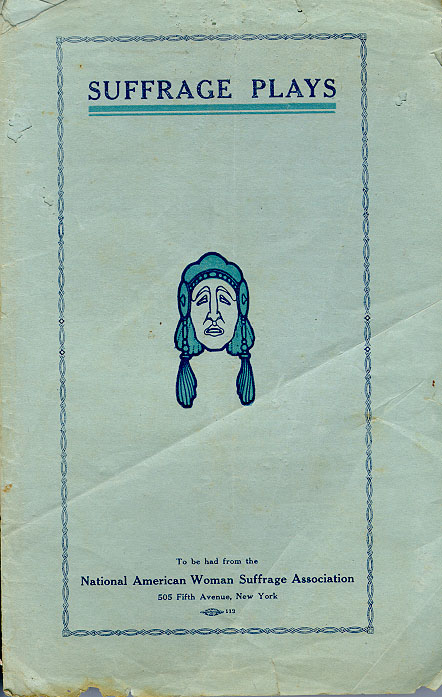
Broschüre der NAWSA mit bestellbaren Suffragetten-Dramen.

Suffragetten-Theater (engl. Suffrage drama von engl. suffrage = Wahlrecht) ist ein Theatergenre, das in der Frauenbewegung des Vereinigten Königreichs entstand. Aufgeführt wurden die Bühnenwerke ungefähr von 1907 bis 1914. Die Theaterstücke wurden von Frauen verfasst und vorwiegend oder ausschließlich weiblich besetzt. Sie thematisierten die Forderung nach einem Frauenwahlrecht im Vereinigten Königreich. Die Stücke deckten zudem die Doppelstandards auf, mit denen die Frauen jeden Tag kämpfen mussten. Suffragettentheater ist eine Art des naturalistischen Theaters, das von den Theaterstücken von Henrik Ibsen beeinflusst wurde. Auf der Bühne verbindet es bekannte Alltagssituationen mit authentisch-greifbaren Figuren.

## Pro-Wahlrechttheaterstücke
Wahlrechtsdramen, die den Suffragetten und ihrem Kampf für das Frauenwahlrecht positiv gegenüberstanden, zeigten oft starke Frauencharaktere, welche die Qualitäten von rationalen und informierten Wählenden herausstellten. Sie sollen aufzeigen, dass die Genderstereotype, mit denen Frauen das Recht zu wählen verwehrt wurde, überholt und inkorrekt sind. Ein Beispiel für so eine stereotype Ideologie ist die Separate-Spheres-Theorie.  Die Charaktere in den Pro-Suffragetten-Theaterstücken sollen männliche oder weibliche Anti-Suffragetten davon überzeugen, ihre Ansichten zu überdenken und die Frauenbewegung bei ihrem Kampf für das Wahlrecht zu unterstützen. Andere Stücke karikieren die Anti-Suffragetten als Possenreißer, Hanswurst oder engstirnige Fortschrittsverweigerer. Dabei setzten viele der Theaterstücke bewusst nur wenige Requisiten und kein Bühnenbild ein. So konnte auch Amateurtheatergruppen die Aufführung der Stücke mit minimalen Kosten ermöglicht werden, was die Verbreitung der Aufführungen und auch der damit verbundenen Ideen verstärkte. Aufgrund der geringen Organisationskosten einer solchen Theatervorstellung, fanden die Wahlrechtstheater oft in Salons von Privathäusern und in kleinen professionellen Theaterhäusern statt.

### Vereinigtes Königreich
Während der Suffragettenbewegung im Vereinigten Königreich wurden achtzehn kurze Stücke publiziert, die dem Suffragettendrama zugeschrieben werden. Sie repräsentieren jedoch nur einen Ausschnitt aus den zahlreichen Stücken mit Suffragetten-Themen, die zur Unterstützung der Sache geschrieben wurden. Susan Croft's „Chronology of Plays addressing or supporting Suffrage Issues 1907–1914“ (deutsch: Chronologie der Theaterstücke, die Themen des Wahlrechts behandeln oder unterstützen 1907–1914) listet 170 auf; eine Zahl, die durch seit der Veröffentlichung entdeckte und online aufgelistete Stücke ergänzt wird. Zwei bedeutende Beispiele für Wahlrechtsdramen sind Votes for Women von Elizabeth Robins sowie How the Vote Was Won von Cicely Hamilton und Christopher St. John. Votes for Women von Elizabeth Robins war eines der ersten veröffentlichten Frauenwahlrecht-Theaterstücke. Es wurde 1907 im Court Theatre in London aufgeführt. Julie Holledge, eine britische Schauspielerin und Regisseurin schrieb, dass Votes for Women „den Beginn des Wahlrechtstheaters einläutete“ und assistierte in der Organisation der Schauspielerinnen sowie „durch ihre Mitwirkung in der Frauenwahlrechtsbewegung und ihre Unzufriedenheit mit einem männlich dominierten Theater haben diese Frauen angefangen ein Drama zu entwickeln, das ihre alltägliche Realität als Frauen ausdrücken kann [...]. Mit dem Aufkommen der Massenwahlrechtsbewegung in der Edwardianischen Ära wurden über tausend Schauspielerinnen in den Kampf für das Frauenwahlrecht gedrängt. Aus ihrem Kampf heraus entstand die erste ‚Frauentheaterbewegung des zwanzigsten Jahrhunderts‘.“
Die Figuren in den Stücken waren realistische, mittelständische Personen, die für oder gegen das Frauenwahlrecht kämpfen. Oft wurden in den Theaterstücken weibliche Rollen so geschrieben, dass diese miteinander über die Wahlrechtsbewegung sprechen und dabei Klassengrenzen aufheben. Die Wahlrechtsstücke führten 1908 zur Gründung der Actresses' Franchise League, welche „die Infrastruktur bot, um das Bestreben der Frauen im großen Stil bekannt zu machen.“
Suffragetten nutzten Theaterstücke, um einen sozialen Geisteswandel herbeizuführen. Eine Aufführung zu besuchen war ein soziales Gemeinschaftsereignis, wodurch ihre Nachricht innerhalb kürzester Zeit ein großes Publikum erreichte. Einige Suffragetten sagten, dass „eine Veränderung in der Gesetzgebung auf die Inszenierung eines einzigen Theaterstückes zurückzuführen war.“ Suffragettentheater war eine Quelle des Optimismus für die Bewegung des Frauenwahlrechts. Es rückte zum ersten Mal die Rolle und die Themen der Frauen in den Vordergrund und hatte großen Einfluss auf die Frauenwahlrechtsbewegung.
Theater spielte eine wesentliche Rolle in der Frauenwahlrechtsbewegung im Vereinigten Königreich. Organisationen, die sich für das Wahlrecht einsetzten, wie zum Beispiel die Actresses' Franchise League und Pioneer Players von Edith Craig bildeten sich zeitgleich mit politischeren Entitäten wie der National Society for Women's Suffrage, um mit Theaterstücken und Lesungen für das Wahlrecht zu werben. Nur Schauspielerinnen durften der Actresses Franchise League beitreten. Dennoch erklärte die AFL „alle anderen [Frauenwahlrecht]-Vereinigungen zu unterstützen, wann immer es möglich sei“, indem sie „Propaganda-Stücke“ entwickelte und aufführte, sowie informative Vorträge zum Thema anbot. Viele der ersten suffragistischen Dramatikerinnen kamen aus dem Vereinigten Königreich, darunter Cicely Hamilton (Autorin von Diana of Dobson), George Bernard Shaw (Press Cuttings), Beatrice Harraden (Lady Geraldine's Speech) und Bessie Hatton (Before Sunrise). Zeitgenössische Theaterstücke, die sich mit dem Frauenwahlrecht beschäftigen, werden in Großbritannien weiterhin geschrieben und aufgeführt, wie zum Beispiel Woman (2003) von Ian Flint, Her Naked Skin (2008) von Rebecca Lenkiewicz sowie The Sound of Breaking Glass (2009) von Sally Sheringham.
Britische Wahlrechtsorganisationen und -zeitschriften zeigten zudem Interesse an der Stellung der Frauen in Indien; und zu den Wahlrechtsaufführungen in Großbritannien gehörten Tableaus von indischen Frauen, die am Sloane Square aufgeführt wurden, während Votes for Women Stücke wie Chitra von Tagore besprach.

### Amerika

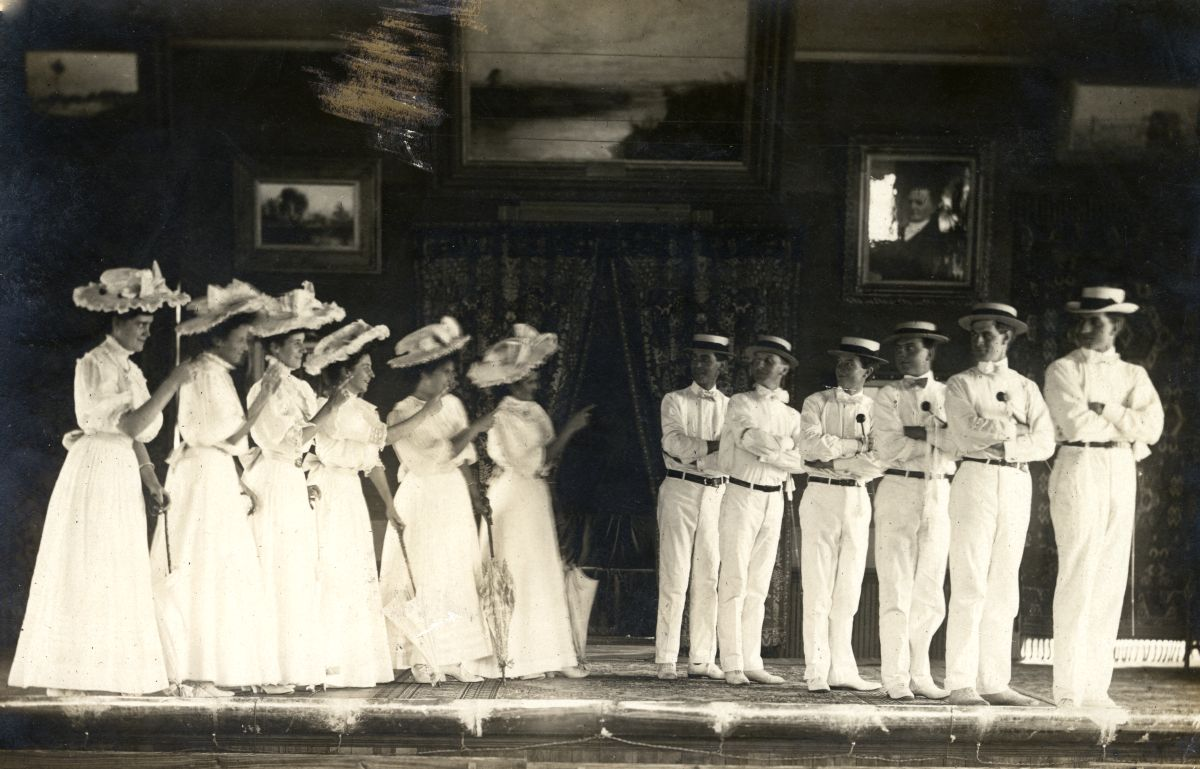
Besetzung des Stücks „Frauen, Frauen, Frauen, Suffragetten, ja“, aufgeführt im Jahr 1900 von Koreshan Unity

Obwohl viele Wahlrechtsdramen von britischen Autorinnen und Autoren sowie Dramatikern geschrieben wurden, trugen auch einige amerikanische Schriftsteller zum Korpus der Pro-Wahlrechts-Theaterstücke bei. Dazu gehören berühmte Autoren wie: Charlotte Perkins Gilman verfasste die kürzlich wiederveröffentlichten Werke Three Women, Something to Vote For, The Ceaseless Struggle of Sex: A Dramatic View, und die Suffragette und Weltkriegsberichterstatterin (1. Weltkrieg) Inez Milholland verfasste If Women Voted. Organisationen wie die National American Woman Suffrage Association sah im Theater einen effektiven Weg, um Pro-Wahlrechtsstimmung zu verbreiten und versorgte professionelle und Amateur-Theater mit Wahlrechtsdramen. Weitere amerikanische Dramatiker, die zum Genre beitrugen, sind Miriam Nicholson, Elizabeth Gerberding, Salina Solomon und Mrs. Charles Caffin. Obschon die Wahlrechtsdramabewegung offiziell erst im frühen 20. Jahrhundert begann, wurden ähnliche Stücke bereits im späten 19. Jahrhundert publiziert, wie Lords of Creation von Ella Cheever Thayer. Viele der, von der NAWSA in Umlauf gebrachten Wahlrechtsdramen sind verloren gegangen. Die einzigen Beweise für ihre Existenz finden sich in den Bestellbroschüren für die Bühnenwerke.

## Anti-Wahlrechtstheaterstücke
Einige der frühesten Stücke, die das Thema des Frauenwahlrechts behandeln, wurden in Opposition zur Ausweitung des Wahlrechts geschrieben. Diese Stücke persiflierten die Vorstellung von neuen (und gleichberechtigteren) Geschlechterrollen, indem sie Frauen als unfähig darstellten, den nur Männern gewährten Einfluss auszuüben oder indem sie Suffragisten als „unweibliche“ Groteske charakterisierten. Es gibt nur wenig Forschung zu der Verbreitung und Popularität der Anti-Wahlrechtstheaterstücke. Ein markantes Beispiel, das sich von kleinen Salonaufführungen (wie die von Laiendarstellern aufgeführten Pro-Wahlrechtsstücken) zu einer weitverbreiteten Popularität in den Vereinigten Staaten entwickelte, ist The Spirit of Seventy-Six; oder The Coming Woman, A Prophetic Drama (1868) von Ariana Randolph Wormeley Curtis und Daniel Sargent Curtis. Das Bühnenstück wurde nach dem Bürgerkrieg geschrieben, als viele Abolitionisten begannen, sich anderen sozialen Themen wie dem Frauenwahlrecht zuzuwenden. Es ist als eine absurde Fantasie gedacht, wie das Leben wäre, wenn Frauen und Männer ihre Geschlechterrollen tauschen würden. Beispielsweise tragen Frauen im Stück Männerkleidung, rauchen Zigarren und bekleiden alle politischen Ämter, während die Männer sich damit abmühen, die Kinder zu Hause zu betreuen. Das Theaterstück impliziert, dass, indem Frauen das Wahlrecht bekommen, sie schrecklich maskulin werden. Es suggeriert zudem, dass radikale Wahlrechtsaktivistinnen ihre Kampagne führen, um „ihre eigene Unerwünschtheit und Inkompetenz zu kaschieren“.

## Einflussreiche britische Wahlrechtstheaterstücke
- How the Vote Was Won von Cicely Hamilton and Christopher St John
- Votes for Women von Elizabeth Robins
- Lady Geraldine's Speech von Beatrice Harraden
- A Chat with Mrs Chicky and Miss Appleyard's Awakening von Evelyn Glover
- A Woman's Influence von Gertrude Jennings
- The Apple von Inez Bensusan